# Rue Boussingault
Pour les articles homonymes, voir Boussingault.
La rue Boussingault est une voie située dans le 13e arrondissement de Paris dans le quartier de la Maison-Blanche.

## Situation et accès
Elle relie sur 535 mètres la place de Rungis à la place Coluche au niveau de la rue de Tolbiac. La rue possède deux sections :
- entre la place de Rungis et la rue Brillat-Savarin : ouverte en 1887, largeur 12 m ;
- entre la rue Brillat-Savarin et la rue de Tolbiac : ouverte en 1893, largeur 15 m.

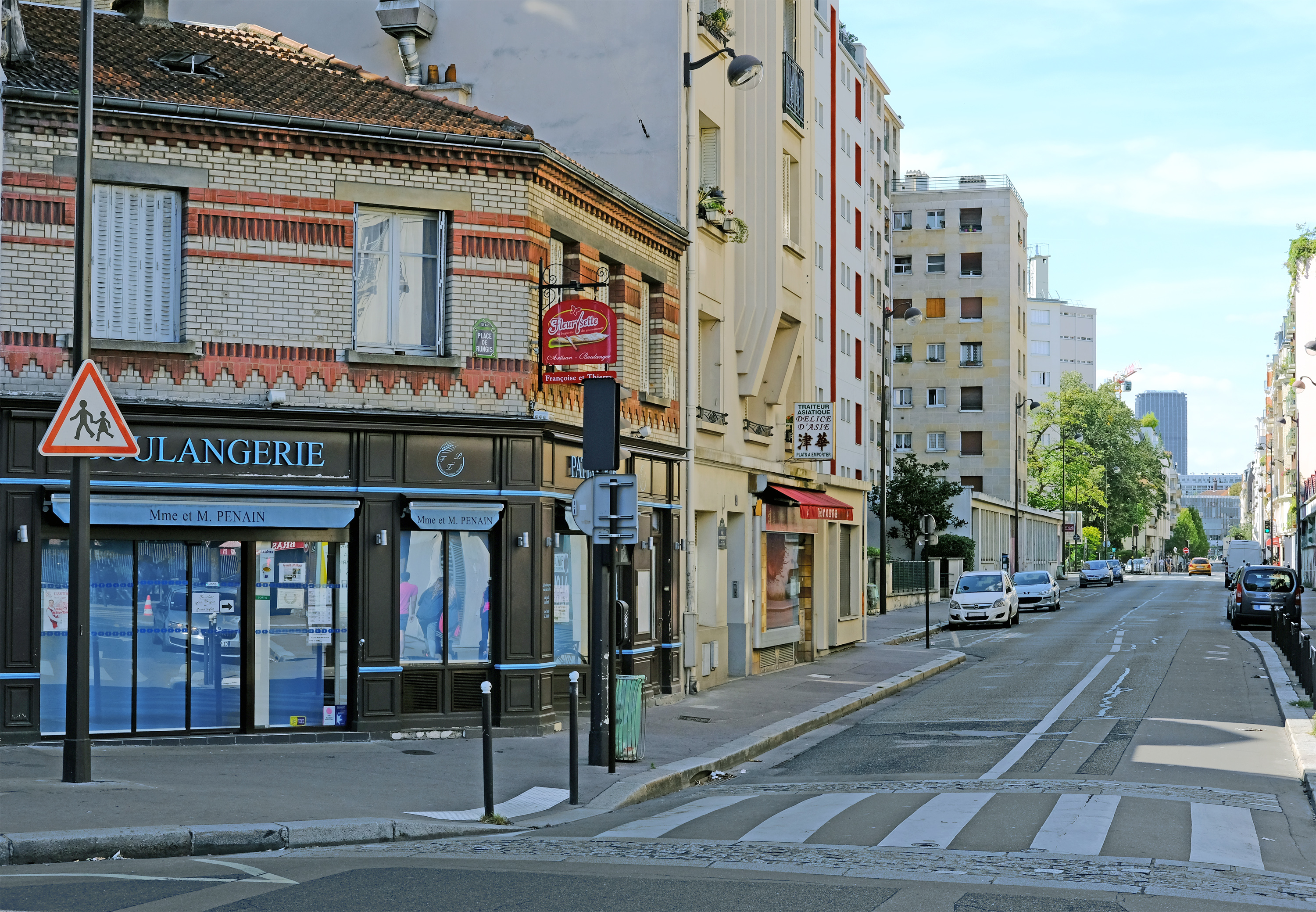
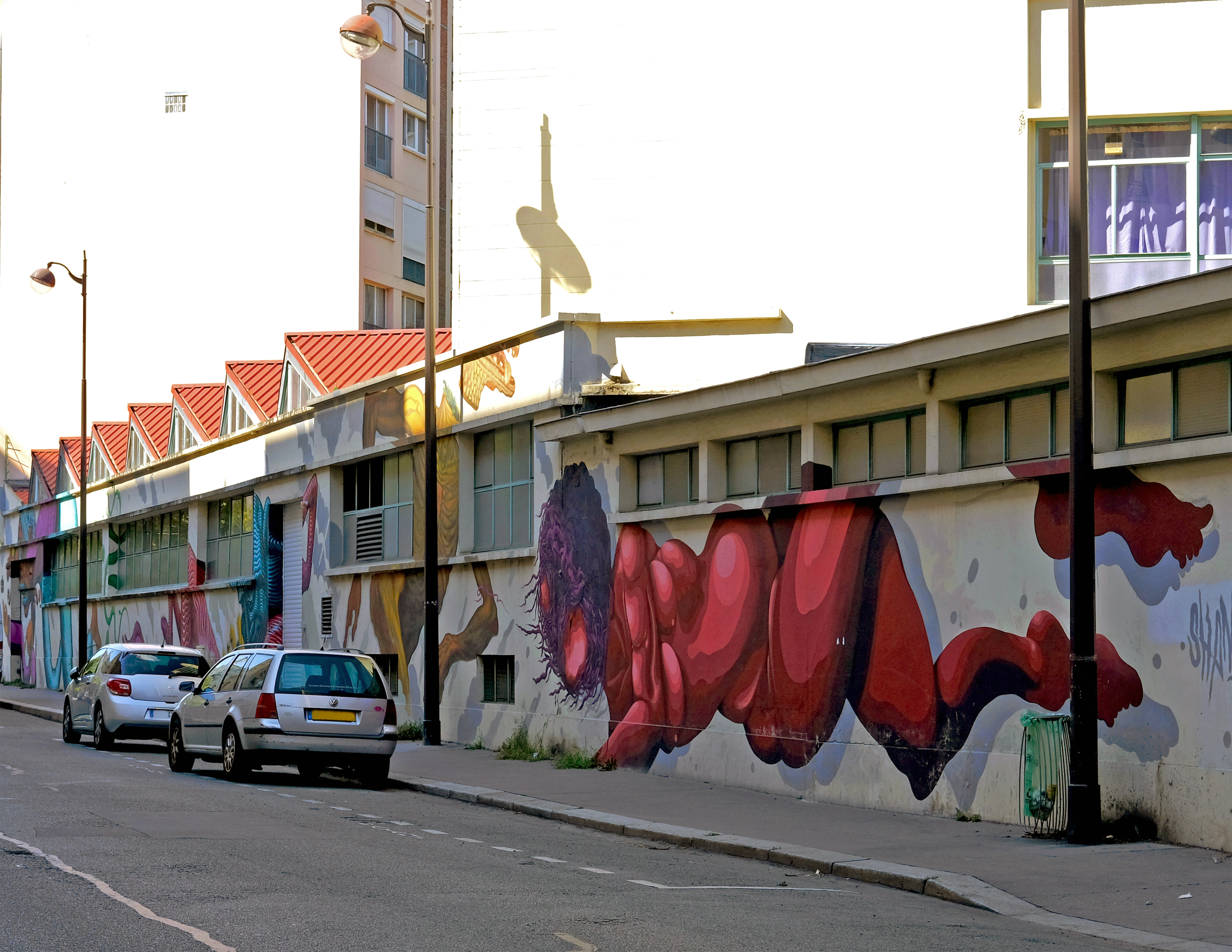
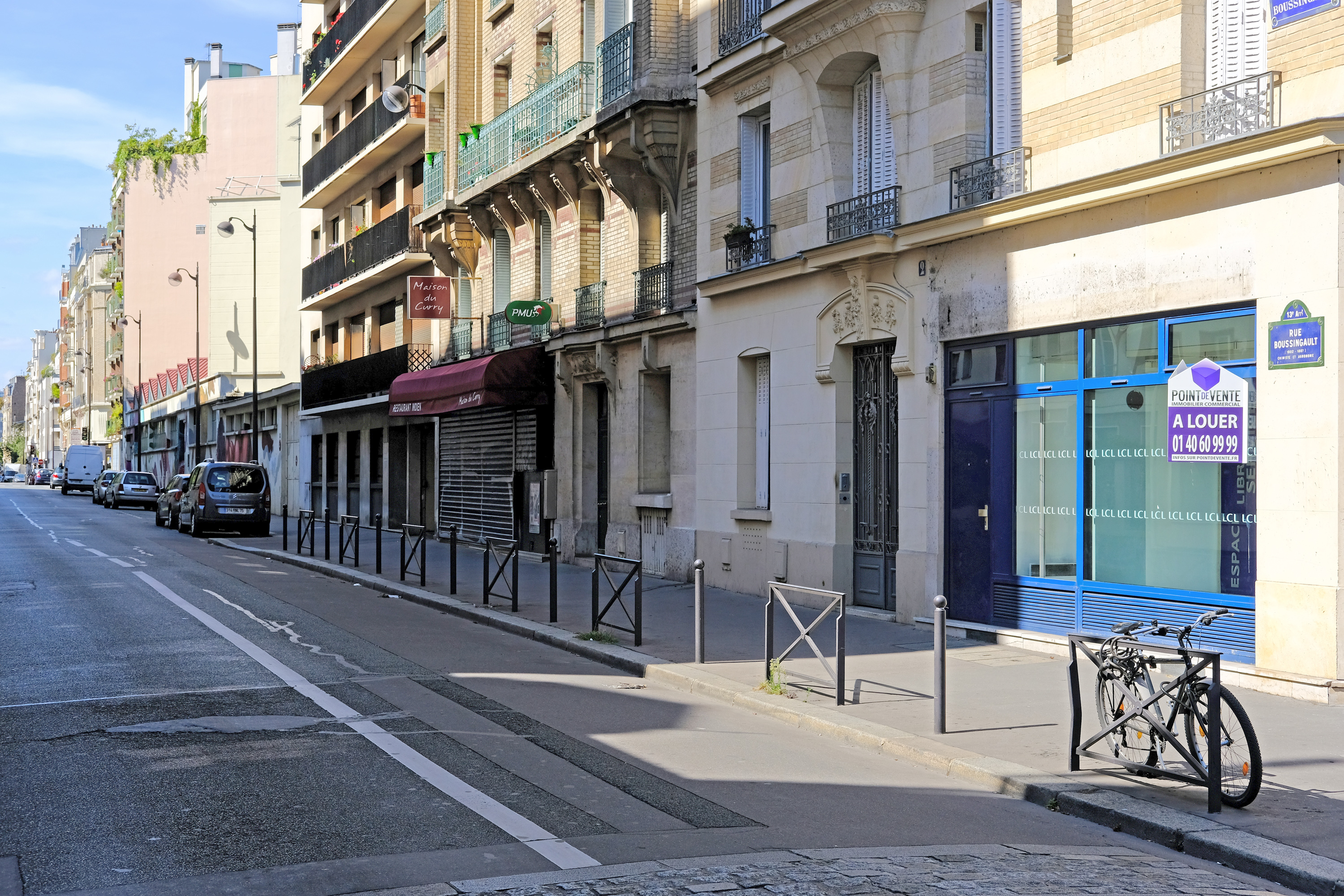

## Origine du nom

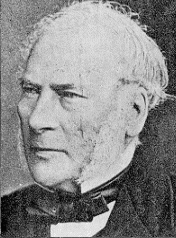
Jean-Baptiste Boussingault.

Cette voie porte le nom du chimiste et agronome Jean-Baptiste Boussingault (1801-1887).

## Historique
La première partie de la voie qui a été ouverte en 1887 entre la place de Rungis et la rue Brillat-Savarin a pris sa dénomination actuelle par un arrêté du 18 avril 1890.
Elle est prolongée en 1893 entre la rue Brillat-Savarin et la rue de Tolbiac.

## Bâtiments remarquables et lieux de mémoire
- No 29-31 : emplacement des ateliers de la Société Française des Fers Émaillés, filiale des forges de Gueugnon qui comptèrent jusqu'à 350 ouvriers dans les années 30 [2]
- N° 33 emplacement des Ateliers de mécanique Pékly[3],[4].
- No 46 : jardin Michelet.